# Malka Silberstein
Malka Silberstein (bis 1935 Malka Schli(e)fstein, 1935–1939 Malka Schliefstein-Abram; * 2. Novemberjul. / 15. November 1903greg. in Vilnius, Gouvernement Wilna, Russisches Kaiserreich; † im Spätsommer 1941 auf der Insel Hiiumaa, unsicher) war eine estländische Juristin.

## Anwältin
Malka Silberstein wurde als Malka Schli(e)fstein in Vilnius geboren. Wegen einer Erkrankung im Kindesalter musste sie im Rollstuhl sitzen und konnte nur auf Krücken gehen. Ihr Vater Israel Schliefstein war Zahnarzt. Die Familie war jüdischer Abstammung.
Malka Schliefstein studierte 1922/23 zunächst Medizin an der Universität Tartu in der Republik Estland, dann von 1923 bis 1926 Rechtswissenschaft. Sie schloss ihr Studium mit der Auszeichnung cum laude ab.
Schliefstein war eine der ersten Anwältinnen in der Republik Estland. Von 1926 bis 1931 war Malka Schliefstein in der Anwaltskanzlei des estnischen Juristen und Politikers Mihkel Pung (1876–1941) beschäftigt. Ab 1931 unterhielt sie als zugelassene Rechtsanwältin (vandeadvokaat) eine eigene Anwaltskanzlei in Tallinn.
Die junge und erfolgreiche Anwältin im Rollstuhl war mit ihren langen roten Haaren eine markante Persönlichkeit im Estland der Zwischenkriegszeit. Ende der 1920er Jahre engagierte sie sich gemeinsam mit zwei Anwaltskolleginnen für die Abschaffung der Todesstrafe im estnischen Strafgesetzbuch.

## Privatleben
1935 heiratete sie den jüdischen Publizisten Tevje Abram (1910–1981) und nahm den Namen Schliefstein-Abram an. 1939 wurde die Ehe geschieden.
1940 hieß sie nach ihrer Heirat mit dem Slawisten Leopold Adolf Silberstein (1900–1941) Malka Silberstein. Ihr zweiter Mann war 1933 aus Deutschland nach Prag emigriert. Er unterrichtete seit 1937 im Auftrag der tschechoslowakischen Regierung tschechische Sprache und Literatur an der Universität Tartu sowie deutsche Literatur am jüdischen Gymnasium in Tallinn. Er wurde 1941 während der deutschen Besetzung Estlands von der Sicherheitspolizei ermordet.

## Sowjetische Besetzung
Mit der sowjetischen Besetzung Estlands im Sommer 1940 wurde Silberstein Mitarbeiterin des Volkskommissariats für innere Angelegenheiten der Estnischen SSR und der sowjetischen Staatsanwaltschaft. Sie war für das NKWD an der Verfolgung von Gegnern des kommunistischen Regimes beteiligt. Zeitzeugen werfen ihr Gräueltaten an Gefangenen vor.
Im August 1941 besetzte die deutsche Wehrmacht im Zuge des Angriffs auf die Sowjetunion Estland. Möglicherweise im Spätsommer 1941 wurde Malka Silberstein auf der estnischen Insel Hiiumaa von den eigenen Leuten erschossen. Ihre mutmaßliche Leiche sowie die sterblichen Überreste fünf weiterer NKWD-Mitarbeiter wurden während der deutschen Besetzung Estlands in einem sowjetischen Massengrab unweit von Kärdla gefunden.
Über ihre Tätigkeit während der sowjetischen Besetzung Estlands, ihr Schicksal und ihren Sterbeort gibt es zum Teil widersprüchliche Darstellungen.